# Nowousensk
Nowousensk (russisch Новоузенск) ist eine Stadt in der Oblast Saratow (Russland) mit 17.011 Einwohnern (Stand 14. Oktober 2010).

## Geografie
Die Stadt liegt etwa 200 km südöstlich der Oblasthauptstadt Saratow nahe der Grenze zu Kasachstan bei der Mündung des Flusses Tschertanly in den Großen Usen (Bolschoi Usen), an dessen linkem Ufer.
Nowousensk ist Verwaltungszentrum des gleichnamigen Rajons.
Die Stadt liegt an der Eisenbahnstrecke nach Alexandrow Gai, die in Krasny Kut von der Strecke Saratow–Astrachan abzweigt.

## Geschichte
1760 wurde an Stelle der heutigen Stadt von Altorthodoxen das Dorf Tschertanla gegründet, benannt nach dem gleichnamigen Fluss (turksprachig etwa für Hechtfluss).
1835 erhielt der Ort das Stadtrecht unter dem Namen Nowy Usen (Neu-Usen; zur Gegensatz zur bereits weiter flussaufwärts am Bolschoi Usen gelegenen Festung Usen).
Später erfolgte die Umbenennung in Nowousensk.

### Bevölkerungsentwicklung
| Jahr | Einwohner |
| ---- | --------- |
| 1897 | 13.261    |
| 1939 | 12.848    |
| 1959 | 12.843    |
| 1970 | 13.398    |
| 1979 | 14.536    |
| 1989 | 16.589    |
| 2002 | 16.881    |
| 2010 | 17.011    |

Anmerkung: Volkszählungsdaten

## Kultur und Sehenswürdigkeiten
Die Stadt besitzt ein Heimatmuseum.

## Wirtschaft
Nowousensk ist Zentrum eines Landwirtschaftsgebietes mit überwiegendem Getreideanbau. Darauf basieren Betriebe der Lebensmittelindustrie. Daneben gibt es Baustoffwirtschaft.